# لادیسلاف مرکویچکا
لادیسلاف مِرکِویچکا (چکی: Ladislav Mrkvička; ۲ فوریهٔ ۱۹۳۹ – ۲۷ دسامبر ۲۰۲۰) بازیگر اهل کشور جمهوری چک بود. وی بین سال‌های ۱۹۵۹ تا ۲۰۱۹ میلادی فعالیت می‌کرد.
از فیلم‌ها یا برنامه‌های تلویزیونی که وی در آن نقش داشته‌است می‌توان به رومئو، ژولیت و تاریکی و ترور اشاره کرد.